# Inteligentnost
Inteligentnost, tudi inteligenca (iz latinske besede intellegere »prepoznati«, »videti«, »razumeti«; dobesedno »izbiranje med ...« iz latinščine inter »med« in legere »beri, izbiraj«) označuje kognitivne sposobnosti ljudi in do neke mere živali pri reševanju problemov. Izraz zajema paleto različnih sposobnosti za reševanje logičnih, jezikovnih, matematičnih ali pomensko usmerjenih problemov. Ker imajo posamezne kognitivne sposobnosti lahko različne stopnje intenzivnosti in ni soglasja o tem, kako naj bi jih določali in razlikovali, ne obstaja splošno veljavne definicije inteligence. Različne teorije predlagajo različne operacionalizacije vsakdanjega izraza.
Z inteligentnostjo in inteligenčnimi testi se ukvarjajo zlasti obča psihologija, diferencialna psihologija in nevropsihologija. Področje preučevanje inteligentnosti z vidika obdelave informacij za reševanje problemov obravnava tudi kognitivna psihologija, ki temelji na metodah in ugotovitvah iz raziskav možganov, razvojne psihologije in vedno bolj programiranja umetne inteligence.

## Generalni faktor inteligentnosti po Spearmanu
G-faktor inteligentnosti, ki ga je uvedel Charles Spearman, je eno najbolj razširjenih meril splošne inteligentnosti in velja za enega najbolj zanesljivih in veljavnih konstruktov v psihologiji.
Po mnenju Roberta Plomina bolje kot katera koli druga merljiva lastnost napoveduje akademski uspeh in prestiž kasnejše kariere. Napovedna moč g-faktorja glede spremenljivk, kot sta posameznikov poklicni prestiž in dohodek, se zmanjša, če je ena od njenih koreliranih spremenljivk socialno-ekonomski status staršev, vendar tudi v tem primeru neodvisno prispeva k razlagi variance. 
Nesporno je, da so ljudje glede na g-faktor bolj podobni svojim sorodnikom kot naključno izbranim posameznikom. Vendar pa ni jasno, v kolikšni meri vzrok za to podobnost izhaja iz različnih bioloških ali socialnih dejavnikov. To vprašanje je eno najpogosteje obravnavanih vprašanj v psihologiji.  Medtem ko danes obstaja splošno soglasje, da imata v normalnih razmerah vlogo oba dejavnika,   obstaja precejšnje nesoglasje o tem, kako močan je vpliv katerega dejavnika. Ta konflikt se v angleščini imenuje »Nature versus Nurture« (»nature« za naravo v smislu genetske komponente in angleško »nurture« za vzgojo v smislu družbenih dejavnikov).

## Diferencialna psihologija in psihološka diagnostika
Diferencialna psihologija in psihologija osebnosti sta vir mnogih raziskav o konstruktu inteligentnosti. V teh disciplinah se inteligentnost obravnava kot podpodročje osebnosti v širšem smislu. S ciljem, da bi inteligentnost opredelili kot merljivo in jo ločili od drugih konstruktov psiholoških raziskav se izogiba nejasno opredeljenim izrazom, ki se uporabljajo v vsakdanjem jeziku (zmožnost razmišljanja, razumevanje, racionalnost, logika, presoja).
Iz diferencialne psihologije izhajata diagnostika inteligentnosti in psihometrija, katerih cilj je ugotoviti kvantitativne razlike v inteligentnosti med ljudmi. »Inteligentnost« je bila skovana kot strokovni izraz v psihometriji okoli leta 1900, pobuda za vsebino pa je prišla iz francosko (Alfred Binet) in angleško govorečih držav (Louis Leon Thurstone, Charles Spearman). 

### Inteligenčni test
Inteligenčni test se uporablja za oceno kognitivnih sposobnosti osebe. Obstaja vrsta različnih testov za različne ciljne skupine in primere uporabe. Rezultat takšnega testa je pogosto tako imenovani inteligenčni kvocient (IQ).
Inteligenčni testi temeljijo na predpostavki, da je inteligenčni kvocient populacije normalno porazdeljen. IQ tako opisuje odstopanje od povprečja 100; standardno odstopanje je 15 IQ točk.
Inteligenčni testi izhajajo iz naročila francoske vlade društvu za otroško psihologijo, Société Libre pour l'Etude Psychologique de l'Enfant, da ustvari test, ki bi lahko identificiral duševno zaostale otroke, ki nimajo več koristi od običajnega šolanja. Alfred Binet in Théodore Simon sta nato razvila prvi IQ test.  IQ je bil definiran kot količnik med inteligenčno starostjo in biološko starostjo. Kasneje je David Wechsler predstavili nov koncept merjenja inteligentnosti, v katerem je posameznikova uspešnost povezana s povprečjem ustrezne starostne skupine.
Avtor prvega inteligenčnega testa Alfred Binet je inteligentnost obravnaval kot skupek številnih individualnih sposobnosti, čeprav se je zdelo, da njegov test kaže, da je inteligentnost nekaj enotnega. Natančnejšega modela ni ustvaril. Sčasoma so se pojavili različni razlagalni modeli, ki se opirajo predvsem na faktorsko analizo.

### Statistične povezave
Inteligentnost je povezana s številnimi drugimi spremenljivkami. Ljudje z visokim inteligenčnim količnikom so pogosto uspešnejši v šoli kot ljudje z manjšim in v povprečju zasedajo višje poklicne položaje (to še posebej velja za moške, katerih vrednost IQ korelira s poklicnim prestižem za 0,7; pri ženskah je korelacija nižja, med drugim zaradi vzgoje otrok). Med študenti in pripravniki so bolj uspešni tisti z višjim inteligenčnim količnikom. Ljudje, ki so v IQ testih dosegajo nadpovprečne rezultate, živijo bolj zdravo in imajo daljšo pričakovano življenjsko dobo.  Kljub temu pa je bilo v ZDA dokazano, da je socialno ozadje pri zaslužku pomembnejše kot inteligentnost. 
Inteligentnost je povezana tudi z boleznimi; npr. inteligentni ljudje so bolj verjetno kratkovidni.    Obstaja tudi povezava z nekaterimi dednimi boleznimi. Za duševne motnje, kot je shizofrenija, se je izkazalo, da za njo pogosteje trpijo posebej inteligentni in posebej neinteligentni ljudje - povprečno inteligentni ljudje pa veliko redkeje.

### Kritika koncepta inteligentnosti
Inteligentnost je pogosto kritizirana kot statistični konstrukt. Obstaja močna povezava med IQ in družbenim razredom. Pripadniki nižjih družbenih slojev in njihovi otroci dosegajo nižji IQ na standardiziranih inteligenčnih testih kot ljudje iz višjih družbenih slojev in njihovi otroci.  Razpravlja se o tem, ali je to zato, ker so tradicionalni inteligenčni testi nepošteni do delavcev in njihovih otrok; IQ testi so bili zato označeni za razredne. Poleg tega se zdi, da obstaja od inteligentnosti operativno razločljiva sposobnost ugibanja pravilnih odgovorov iz besedila testa  To velja zlasti za izbirne vprašalnike. Možno je tudi, da poznavanje oblike anketnih testov ali klasičnih nalog inteligenčnih testov uri tako testno inteligentnost kot specifične kognitivne sposobnosti, ki se testirajo ali zgolj hitrost odzivanja.